# Italian Series of Poker 2015
Le Italian Series of Poker 2015 si sono tenute dal 13 al 23 maggio 2015 a Nova Gorica, in Slovenia, presso il casinò Perla. Si è trattata della 6ª edizione dei Campionati Italiani, che ha visto la partecipazione di circa 1500 partecipanti suddivisi in 24 tornei.Il vincitore del main event è stato lo sloveno David Urban, per cui il Campione Italiano è risultato il secondo classificato David Bravin.

## Edizione 6 - Main Event 2015

### Risultati[3]
- Luogo: Casino Perla, Nova Gorica
- Buy-in: € 990
- Data: 22-25 maggio, 2015
- Partecipanti: 184
- Montepremi: € 158,976
- Giocatori a premio: 19

| Tavolo finale | Tavolo finale        | Tavolo finale |
| Posizione     | Nome                 | Premio        |
| ------------- | -------------------- | ------------- |
| 1             | David Urban          | € 48,000      |
| 2             | David Bravin         | € 27,000      |
| 3             | Domenico Postiglione | € 17,500      |
| 4             | Stefano Marinzulich  | € 12,950      |
| 5             | Claudio Di Giacomo   | € 9,350       |
| 6             | László Bézsenyi      | € 7,076       |
| 7             | Dario Cannistra      | € 5,600       |
| 8             | Giovanni Tomasi      | € 4,500       |